# Economia de Croàcia

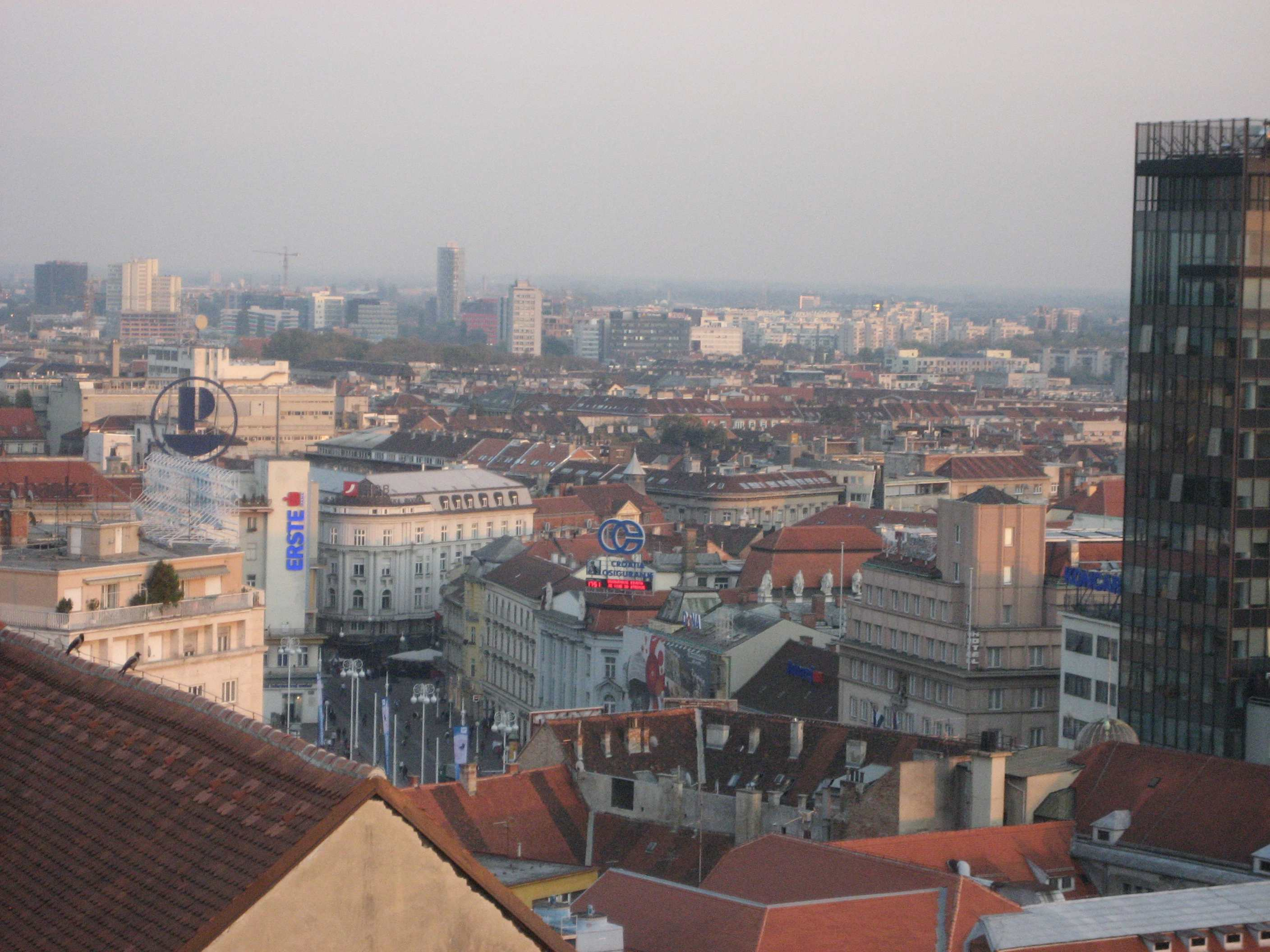
Centre la ciutat de Zagreb.

Una de les més riques repúbliques de l'antiga Iugoslàvia, Croàcia va sofrir severament els efectes de la guerra civil, entre 1991 i 1995. La producció va caure i l'economia va perdre les primeres portes d'inversions que van ser dirigides als països de l'Europa de l'Est després de la caiguda del Mur de Berlín. Entre el 2000 i el 2007 l'economia va tenir un continu creixement anual, entre el 4% i el 6%, sobretot a causa del creixement del turisme i de l'oferta de crèdit al consum. En aquest període, la inflació es va quedar baixa i la moneda, kuna, va quedar estable.
Actualment, és una economia que es troba molt prop del desenvolupament segons el Fòrum Econòmic Mundial. Al costat de la de la República d'Eslovènia, eren i segueixen sent les nacions més industrialitzades i avançades de la exRepública Federal de Iugoslàvia. Els principals socis comercials de Croàcia són Itàlia i Alemanya, amb els quals realitza intercanvis comercials que sumen més d'un 20% del seu PIB.